# TrES-1
TrES-1 は、こと座の方角に約512光年の位置にある太陽系外惑星である。質量と半径から、木星とほぼ同じ組成を持つ木星型惑星であると考えられている。太陽系の木星とは異なるが、他の多くの太陽系外惑星と同様に、TrES-1 は親星から非常に近い位置に存在しており、ホット・ジュピターに分類される。K型主系列星 GSC 02652-01324 の周囲を公転している。

## 発見
TrES-1は、太陽系外惑星を検出するためのプロジェクトである大西洋両岸系外惑星サーベイによって、口径4インチの望遠鏡による親星前面のトランジットの観測から発見された。この発見は、W・M・ケック天文台での視線速度の観測によって確認され、惑星の質量も測定された。

### トランジット
2005年3月22日、スピッツァー宇宙望遠鏡を用いた観測が行われ、2つの既知の太陽系外惑星からの赤外線を直接捉えることに成功した。これらの観測により、惑星の表面温度や軌道が明らかになった。
今後の複数の波長の赤外線を用いたスピッツァー宇宙望遠鏡の観測により、惑星の風や大気組成について詳細な情報が得られると期待されている。これまでの結果により、TrES-1の表面温度は 1000 K を超え、ボンドアルベドは 0.31 ± 0.14 であることが明らかとなった。

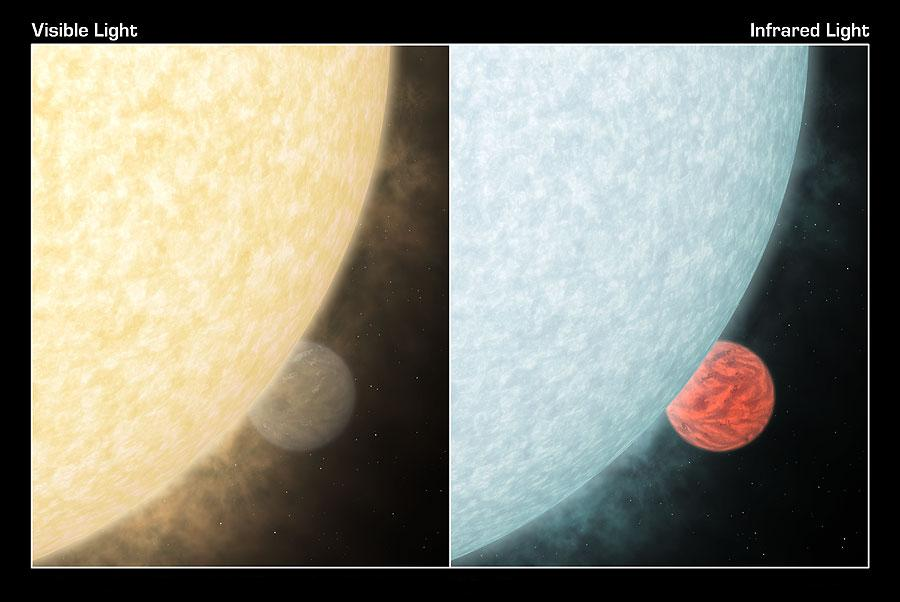
可視光と赤外光による TrES-1 の二次食の想像図

赤外線の図は、赤外線波長を目で見ることができたとした場合にどのような画像が見えるかを示した想像図である。熱い恒星は、赤外線では可視光ほどは明るく見えない。一方で暖かい惑星の輻射のピークは赤外線の波長内にあり、相対的に明るく見える。色相は、温度の相対的な違いを反映している。恒星の温度が惑星よりも高いため、また温度の高い物体は赤よりも青の強い光を発するため、恒星は青色に描かれ、惑星は赤色に描かれている。
惑星の全体像は、高温の木星型惑星の理論モデルに基づいて描かれている。これらの「ホットジュピター」は、組成や質量の面では木星と類似しているが、表面温度が高い点が大きく異なる。

### 視線速度
多色測光計を用いた観測と正確な視線速度の測定によって、恒星の周りを公転する惑星の性質を知ることができる。これにより、この惑星はオシリスとほぼ同じ軌道周期、Optical Gravitational Lensing Experiment で発見されたトランジット惑星の約2倍の軌道周期を持つことが明らかとなった。TrES-1 の質量はオシリスと同程度であるが半径はかなり小さく、大気深層での別の加熱源などを必要とせずに理論モデルで惑星半径を説明することができる。

## 公転
2007年にロシター効果を用いて、恒星の自転軸と惑星の公転軸の成す角度は 30° ± 21° であると測定されており、TrES-1 が順行軌道で公転していることが判明した。

## 物理的特徴
巨大ガス惑星の理論モデルによると、TrES-1 は過去に大きな軌道離心率を持っていたことに起因する惑星内部での潮汐加熱の影響を受けたことが示唆されるが、その影響は惑星の半径を膨張させるほどではないと考えられている。